# Kvalifikation til VM i fodbold 2014, CONCACAF, tredje runde
CONCACAF tredje runde kvalifikation til VM i fodbold 2014.

## Seedning
| Pot 1               | Pot 2                   | Pot 3                                                               |
| ------------------- | ----------------------- | ------------------------------------------------------------------- |
| USA Mexico Honduras | Jamaica Costa Rica Cuba | El Salvador† Guyana† Panama† Canada† Guatemala† Antigua og Barbuda† |

† Lodtrækningen blev afholdt før det var afgjort hvilket hold ville slutte som nr. 2 i runde 3.

## Gruppespillet

### Gruppe A
| Nr | Hold               | K | V | U | T | Mf |   | Mi | +/- | P |
| -- | ------------------ | - | - | - | - | -- | - | -- | --- | - |
| 1  | USA                | 4 | 2 | 1 | 1 | 6  | – | 4  | +2  | 7 |
| 2  | Guatemala          | 4 | 2 | 1 | 1 | 6  | – | 2  | +4  | 7 |
| 3  | Jamaica            | 4 | 2 | 1 | 1 | 4  | – | 3  | +1  | 7 |
| 4  | Antigua og Barbuda | 4 | 0 | 1 | 3 | 2  | – | 7  | −5  | 1 |

 K: Kampe spillet, V: Vundne kampe, U: Uafgjorte kampe, T: Tabte kampe, Mf: Mål for, Mi: Mål imod, +/-: Måldifference, P: Point

 
|                    | Antigua og Barbuda | Guatemala | Jamaica  | USA      |
| ------------------ | ------------------ | --------- | -------- | -------- |
| Antigua og Barbuda |                    | 0-1       | 0–0      | 12. okt. |
| Guatemala          | 3-1                |           | 12. okt. | 1–1      |
| Jamaica            | 16. okt.           | 2–1       |          | 2-1      |
| USA                | 3–1                | 16. okt.  | 1-0      |          |

| 8. juni 2012 19:11 UTC−4 |

| USA                                           | 3 – 1   | Antigua og Barbuda |
| --------------------------------------------- | ------- | ------------------ |
| Bocanegra 8' · Dempsey 44' (str.) · Gomez 72' | rapport | Byers 65' ·        |

| Raymond James Stadium, Tampa Tilskuere: 23,971 Dommer: Hugo Cruz Alvarado (Costa Rica) |

| 8. juni 2012 20:30 UTC−5 |

| Jamaica                    | 2 – 1   | Guatemala          |
| -------------------------- | ------- | ------------------ |
| Phillips 40' · Johnson 46' | rapport | Pezzarossi 90+2' · |

| Independence Park, Kingston Tilskuere: 14,000 Dommer: Roberto Moreno (Panama) |

| 12. juni 2012 19:00 UTC−4 |

| Antigua og Barbuda | 0 – 0   | Jamaica |
| ------------------ | ------- | ------- |
|                    | rapport |         |

| Sir Vivian Richards stadion, North Sound Tilskuere: 8,500 Dommer: Stanley Lancaster (Guyana) |

| 12. juni 2012 20:00 UTC−6 |

| Guatemala | 1 – 1   | USA           |
| --------- | ------- | ------------- |
| Pappa 81' | rapport | Dempsey 39' · |

| Estadio Mateo Flores, Guatemala City Tilskuere: 18,000 Dommer: Joel Aguilar (El Salvador) |

| 7. september 2012 20:30 UTC−5 |

| Jamaica                  | 2 – 1   | USA          |
| ------------------------ | ------- | ------------ |
| Austin 22' · Shelton 62' | rapport | Dempsey 1' · |

| Independence Park, Kingston Dommer: =Marco Rodríguez |

| 7. september 2012 20:00 UTC−6 |

| Guatemala                       | 3 – 1   | Antigua og Barbuda |
| ------------------------------- | ------- | ------------------ |
| Ruiz 58' 79' · Pezzarossi 90+1' | rapport | Byers 38' ·        |

| Estadio Mateo Flores, Guatemala City Dommer: Marcos Brea |

| 11. september 2012 19:00 UTC−4 |

| Antigua og Barbuda | 0 – 1   | Guatemala  |
| ------------------ | ------- | ---------- |
|                    | rapport | Ruiz 26' · |

| Sir Vivian Richards stadion, North Sound Dommer: David Gantar, Canada |

| 11. september 2012 20:00 UTC−4 |

| USA       | 1 – 0   | Jamaica |
| --------- | ------- | ------- |
| Gomez 55' | rapport |         |

| Columbus Crew stadion, Columbus Dommer: Jose Pineda |

| 12. oktober 2012 19:00 UTC−4 |

| Antigua og Barbuda | 1 – 2   | USA                  |
| ------------------ | ------- | -------------------- |
| Blackstock 25'     | rapport | E. Johnson 20' 90' · |

| Sir Vivian Richards stadium, North Sound Dommer: Neal Brizan |

| 12. oktober 2012 20:00 UTC−6 |

| Guatemala               | 2 – 1   | Jamaica              |
| ----------------------- | ------- | -------------------- |
| Figueroa 16' · Ruiz 85' | rapport | Shelton 61' (str.) · |

| Estadio Mateo Flores, Guatemala City Dommer: Roberto García |

| 16. oktober 2012 18:00 UTC-5 |

| USA |  | Guatemala |
| --- |  | --------- |
|     |  |           |

| Livestrong Sporting Park, Kansas City |

| 16. oktober 2012 |

| Jamaica |  | Antigua og Barbuda |
| ------- |  | ------------------ |
|         |  |                    |

|  |

### Gruppe B
| Nr | Hold        | K | V | U | T | Mf |   | Mi | +/- | P  |
| -- | ----------- | - | - | - | - | -- | - | -- | --- | -- |
| 1  | Mexico      | 4 | 4 | 0 | 0 | 8  | – | 2  | +6  | 12 |
| 2  | El Salvador | 4 | 1 | 2 | 1 | 8  | – | 8  | 0   | 5  |
| 3  | Costa Rica  | 4 | 1 | 1 | 2 | 6  | – | 5  | +1  | 4  |
| 4  | Guyana      | 4 | 0 | 1 | 3 | 5  | – | 12 | −7  | 1  |

 K: Kampe spillet, V: Vundne kampe, U: Uafgjorte kampe, T: Tabte kampe, Mf: Mål for, Mi: Mål imod, +/-: Måldifference, P: Point

 
|             | Costa Rica | El Salvador | Guyana   | Mexico   |
| ----------- | ---------- | ----------- | -------- | -------- |
| Costa Rica  |            | 2–2         | 16. okt. | 0-2.     |
| El Salvador | 12. okt.   |             | 2-2      | 1–2      |
| Guyana      | 0–4        | 2-3         |          | 12. okt. |
| Mexico      | 1-0        | 16. okt.    | 3–1      |          |

| 8. juni 2012 19:00 UTC−5 |

| Mexico                                             | 3 – 1   | Guyana             |
| -------------------------------------------------- | ------- | ------------------ |
| Salcido 10' · dos Santos 15' · Rodrigues 51' (sm.) | rapport | Moreno 62' (sm.) · |

| Estadio Azteca, Mexico City Tilskuere: 80,401 Dommer: Javier Santos (Puerto Rico) |

| 8. juni 2012 20:00 UTC−6 |

| Costa Rica                 | 2 – 2   | El Salvador                  |
| -------------------------- | ------- | ---------------------------- |
| Saborío 10' · Campbell 15' | rapport | Gutiérrez 23' · Romero 53' · |

| Estadio Nacional de Costa Rica, San José Tilskuere: 23,701 Dommer: Walter López Castellanos (Guatemala) |

| 12. juni 2012 20:00 UTC−4 |

| Guyana | 0 – 4   | Costa Rica                             |
| ------ | ------- | -------------------------------------- |
|        | rapport | Saborío 20', 26', 52' · Campbell 72' · |

| Providence stadion, Providence Tilskuere: 11,000 Dommer: Marcos Brea (Cuba) |

| 12. juni 2012 19:33 UTC−6 |

| El Salvador | 1 – 2   | Mexico                    |
| ----------- | ------- | ------------------------- |
| Pacheco 64' | rapport | Zavala 60' · Moreno 82' · |

| Estadio Cuscatlán, San Salvador Tilskuere: 29,712 Dommer: Jose Pineda (Honduras) |

| 7. september 2012 20:00 UTC−6 |

| El Salvador               | 2 – 2   | Guyana         |
| ------------------------- | ------- | -------------- |
| Gutiérrez 4' · Romero 21' | rapport | Bobb 20' 58' · |

| Estadio Cuscatlán, San Salvador Dommer: Jair Marrufo |

| 7. september 2012 20:05 UTC−6 |

| Costa Rica | 0 – 2   | Mexico                     |
| ---------- | ------- | -------------------------- |
|            | rapport | Salcido 43' · Zavala 52' · |

| Estadio Nacional de Costa Rica, San José |

| 11. september 2012 20:00 UTC−4 |

| Guyana                    | 2 – 3   | El Salvador                          |
| ------------------------- | ------- | ------------------------------------ |
| Richardson 1' · Nurse 62' | Rapport | Romero 13' · Alas 51' · Burgos 77' · |

| Providence stadion, Providence Dommer: Raymond Bogle |

| 11. september 2012 19:00 UTC−5 |

| Mexico           | 1 – 0   | Costa Rica |
| ---------------- | ------- | ---------- |
| J. Hernández 61' | rapport |            |

| Estadio Azteca, Mexico City Dommer: Courtney Campbell |

| 12. oktober 2012 |

| El Salvador |  | Costa Rica |
| ----------- |  | ---------- |
|             |  |            |

|  |

| 12. oktober 2012 |

| Guyana |  | Mexico |
| ------ |  | ------ |
|        |  |        |

|  |

| 16. oktober 2012 20:00 UTC−6 |

| Costa Rica |  | Guyana |
| ---------- |  | ------ |
|            |  |        |

| Estadio Nacional de Costa Rica, San José |

| 16. oktober 2012 |

| Mexico |  | El Salvador |
| ------ |  | ----------- |
|        |  |             |

|  |

### Gruppe C
| Nr | Hold     | K | V | U | T | Mf |   | Mi | +/- | P |
| -- | -------- | - | - | - | - | -- | - | -- | --- | - |
| –  | Panama   | 4 | 3 | 0 | 1 | 5  | – | 1  | +4  | 9 |
| –  | Honduras | 4 | 2 | 1 | 1 | 4  | – | 2  | +2  | 7 |
| –  | Canada   | 4 | 2 | 1 | 1 | 2  | – | 2  | 0   | 7 |
| –  | Cuba     | 4 | 0 | 0 | 4 | 0  | – | 6  | −6  | 0 |

 K: Kampe spillet, V: Vundne kampe, U: Uafgjorte kampe, T: Tabte kampe, Mf: Mål for, Mi: Mål imod, +/-: Måldifference, P: Point

 
|          | Canada   | Cuba     | Honduras | Panama   |
| -------- | -------- | -------- | -------- | -------- |
| Canada   |          | 12. okt. | 0–0      | 7. sep.  |
| Cuba     | 0–1      |          | 7. sep.  | 16. okt. |
| Honduras | 16. okt. | 1-0      |          | 0–2      |
| Panama   | 2-0      | 1–0      | 12. okt. |          |

| 8. juni 2012 14:00 UTC−4 |

| Cuba | 0 – 1   | Canada       |
| ---- | ------- | ------------ |
|      | rapport | Occean 54' · |

| Estadio Pedro Marrero, Havana Tilskuere: 7,000 Dommer: Courtney Campbell (Jamaica) |

| 8. juni 2012 19:30 UTC−6 |

| Honduras | 0 – 2   | Panama           |
| -------- | ------- | ---------------- |
|          | rapport | Pérez 65', 80' · |

| Estadio Olímpico Metropolitano, San Pedro Sula Tilskuere: 28,215 Dommer: Roberto Garcia (Mexico) |

| 12. juni 2012 19:45 UTC−4 |

| Canada | 0 – 0   | Honduras |
| ------ | ------- | -------- |
|        | rapport |          |

| BMO Field, Toronto Tilskuere: 16,132 Dommer: Enrico Wijngaarde (Suriname) |

| 12. juni 2012 20:05 UTC−5 |

| Panama       | 1 – 0   | Cuba |
| ------------ | ------- | ---- |
| Barahona 57' | rapport |      |

| Estadio Rommel Fernández, Panama City Tilskuere: 21,000 Dommer: Mark Geiger (United States) |

| 7. september 2012 15:00 UTC−4 |

| Cuba | 0 – 3   | Honduras                                |
| ---- | ------- | --------------------------------------- |
|      | rapport | Bengtson 31' · Bernárdez 63' · Chávez · |

| Estadio Pedro Marrero, Havana Dommer: Walter Quesada |

| 7. september 2012 19:30 UTC−4 |

| Canada         | 1 – 0   | Panama |
| -------------- | ------- | ------ |
| De Rosario 77' | rapport |        |

| BMO Field, Toronto Tilskuere: 17,586 Dommer: Jeffrey Solis |

| 11. september 2012 20:05 UTC−5 |

| Panama                    | =2 – 0  | Canada |
| ------------------------- | ------- | ------ |
| Blackburn 22' · Pérez 57' | Rapport |        |

| Estadio Rommel Fernández, Panama City Dommer: Elmer Bonilla |

| 11. september 2012 19:30 UTC−6 |

| Honduras     | 1 – 0   | Cuba |
| ------------ | ------- | ---- |
| Bengtson 33' | Rapport |      |

| Estadio Olímpico Metropolitano, San Pedro Sula Dommer: Walter López |

| 12. oktober 2012 19:30 UTC−4 |

| Canada |  | Cuba |
| ------ |  | ---- |
|        |  |      |

| BMO Field, Toronto |

| 12. oktober 2012 21:05 UTC−5 |

| Panama |  | Honduras |
| ------ |  | -------- |
|        |  |          |

| Estadio Rommel Fernández, Panama City |

| 16. oktober 2012 15:00 UTC−4 |

| Cuba |  | Panama |
| ---- |  | ------ |
|      |  |        |

| Estadio Pedro Marrero, Havana |

| 16. oktober 2012 19:30 UTC−6 |

| Honduras |  | Canada |
| -------- |  | ------ |
|          |  |        |

| Estadio Olímpico Metropolitano, San Pedro Sula |

## Eksterne links
- Results and schedule (FIFA.com version) Arkiveret 29. november 2007 hos  Wayback Machine
- Results and schedule (CONCACAF.com version) Arkiveret 5. juni 2012 hos  Wayback Machine